# Рапопорт, Белла Евгеньевна
Бе́лла Евге́ньевна Рапопо́рт (род. 29 мая 1980, Ленинград) — российский социолог и публицист, интерсекциональная феминистка, исследовательница в области гендерной и квир-теории. Живёт в Санкт-Петербурге.

## Биография
Белла Рапопорт родилась 29 мая 1980 года в Ленинграде в семье военного, в детстве жила в военных городках (на полуострове Рыбачий в Баренцевом море, а также в Таджикистане и Казахстане). В 2010 году жила в Иерусалиме.
Окончила СПбГУАП, год училась в магистратуре ЕУСПб на кафедре антропологии, затем год была лаборантом кафедры гендерных исследований факультета политических наук и социологии, в феврале 2020 года защитила магистерскую диссертацию в ЕГУ по специальности «Культурные исследования» (диплом с отличием). Начинала журналистскую карьеру с работы модным обозревателем на «Be-in.ru» и кинорецензеном на сайте «Art1». Публиковалась в таких изданиях, как «Новая газета», «Metro», «Афиша Daily», «Сноб», «Colta.ru», «Wonderzine» и др. Разделяет идеи интерсекционального феминизма, бодипозитива и полиамории, выступает за шведскую модель контроля над проституцией и отмену списка запрещённых для женщин профессий, поддерживает употребление феминитивов.
Колонка «Обыкновенный сексизм» о мизогинной лексике в СМИ, опубликованная в 2015 году, вызвала ожесточённые дискуссии.
Выступала на таких мероприятиях, как «И-искусство. Ф-феминизм. Актуальный словарь», «Неделя Женской Солидарности» (Украина), наряду с ещё 22 гостями была участницей Круглого стола Фонда Генриха Бёлля «Women in the Public Spaces: when Personal becomes Political» и др., участвовала в организации первомайской феминистской колонны в Санкт-Петербурге в 2016 году. Принимала участие в одной из первых в России благотворительных постановок пьесы Ив Энслер «Монологи вагины», организованной правозащитницей Асей Ходыревой и коллективом петербургского Кризисного центра для женщин. В 2017 выступила во Франции на конференции, устроенной активистками движения «Femmes Solidaires», с докладом о положении женщин в России. Встреча-дискуссия с Беллой на тему «Взаимодействие с медиа: журналистика, активизм и столкновения со СМИ» прошла в рамках выставки-проекта «Каждая третья» и глобальной кампании ООН «16 дней активных действий против гендерного насилия». В 2015 году организовала в социальных сетях флешмоб «Сморщенная женщина», являющийся формой протеста против оскорбительных высказываний омбудсмена Павла Астахова. В 2018 году поддержала флешмоб «Хватит пытать людей». Участвовала в телевизионных дебатах с Олегом Кашиным о нарушении прав женщин в Чечне.
Об инициативах Рапопорт писали западные СМИ: «OpenDemocracy», «Би-би-си», а также датские, шведские и финские издания.
В 2020 году читала курс лекций «Я/Мы Дискурс» в лектории «Утопический кружок», посвященный дискурс-анализу в применении к гендерной теории. Позже, в 2022 году, читала аналогичный курс «Критический дискурс-анализ» в Свободном университете.
Статья Рапопорт Санкции как колониальная практика, изначально написанная в марте 2022 года для «Холода», была переведена и напечатана латиноамериканской газетой La Izquierda Diario. Другая статья Рапопорт, посвященная реакции на российско-украинскую войну, была переведена венгерским оппозиционным изданием Mérce.
24 сентября 2022 года Рапопорт и ещё 10 человек были задержаны в рамках дела о «телефонном терроризме». 26 сентября Рапопорт была выпущена из изолятора временного содержания.

## Выступления, публикации и интервью
- Белла Рапопорт. Санкции как колониальная практика. Пустое место (22 октября 2022). Дата обращения: 1 марта 2023.
- «Я — это Другой»: Белла Рапопорт о доброжелательном антисемитизме, выступление на фестивале Комитета «Гражданское содействие», посвященном Всемирному дню беженцев (2020)
- Белла Рапопорт. Статья 5. Этническая ксенофобия // Социальная тревога и фобия / Ольга Размахова. — М.: АСТ, 2019. — ISBN 978-5-17-115413-4.
- «И одна Белла Рапопорт ищет, на кого бы обидеться». Такие дела (12 августа 2021).
- Белла Рапопорт: «Как я стала феминисткой…»
- Белла Рапопорт о насилии в семье: почему женщины боятся идти в полицию
- Белла Рапопорт о паблике «Оцени телку», дегуманизации женщин и попустительстве ВКонтакте